# Фульк II Добрий
Фульк II (або Фулько) Анжуйський, на прізвисько Добрий (брет. Foulk II Anjev;  906 — 960, Тур) — граф Нанта, граф Анжуйський з 942 по 960 роки. Походив з роду Інгельгерінгів і був сином Фулька I Рудого та Росцілли де Лош.

## Життєпис
Фульк II народився у 905 році. Вперше згадується у грамоті свого батька 929 року разом зі своєю матір'ю і братом Гі. Його підпис стоїть під грамотою батька у серпні 941 року, ймовірно, незабаром після цієї дати він змінив батька. На початку в союзі з Робертінами виступав проти графів Блуа, але смерть Алена II Крива Борода, герцога Бретані, у 952 році змусила переглянути союзи. Фульк перейшов на бік Тібальдінів, сім'ї дружини Алена II Крива Борода, і взяв під свій контроль графство Нант від імені Дроґона, сина Алена II. Останній помер у 958 році за неясних обставин, і мешканці Нанта, звинувативши Фулька у його вбивстві, підняли повстання і обрали собі в графи незаконнонародженого сина Алена на ім'я Гоель I.

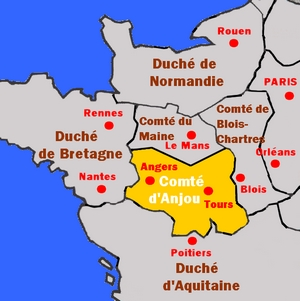
Анжуйське графство

Фульк поступився Сомюром графу Блуаському Тібо I. Згадується, що його наступникам вдалося повернути собі Сомюр тільки приблизно століття по тому. У графа Пуатьє Гійома III Фульк забрав Мерон.
В останній раз Фульк II згадується у вересні 958 року під час зборів, на яких зібралися графи Блуа, Анжу і очільники бретонців. У вересні 960 року його син уже згадується як граф Анжуйський. Таким чином, Фульк II помер у проміжку між двома цими датами.
Фульк Добрий згадується в «Хроніці подвигів графів Анжуйських», написаній між 1100 і 1140 роками анженським монахом, на прохання Фулька Ле Решена. Наступником Фулька II став його 20-річний син Жоффруа I Ґрізґонель.

## Родина
1 Дружина — Герберга (померла до 952 року). Про її походження не збереглося жодних свідчень.
Діти:
- Жоффруа I Грізгонель (пом.987) — граф Анжуйський, одружився з Аделаїдою Вермандуа, дочкою Роберта I[1];
- Гі (пом.994) — єпископ де Пюї-ан-Веле[1];
- Аделаїда Анжуйська (Бланш) (945/950 — 1010/1026)[1]: 1-й шлюб: (з 967) Етьєн де Бриуд — віконт Жеводанський; 2-й шлюб: (з бл. 975) Раймунд (V) (пом. 978) — граф Тулузький; 3-й шлюб: (з 982) Людовик V (пом. 987) — король Франції, незабаром шлюб був розірваний; 4-й шлюб: (з 987) Гійом I (пом.993) — маркіз Провансу;
- Адель (ймовірно) — дружина Готьє I, графа Вексу, Валуа та Ам'єну.

Деякі джерела також приписують Фульку II наступних дітей:
- Дрогон (або Дре) — єпископ Пюї, після свого брата, однак, в списку єпископів Пюї у X столітті не згадується єпископа з таким ім'ям. Його присутність в родоводів, ймовірно, сталася через плутанину з Дроґоном Бретонським, зятем Фулька II.
- Юмбер (Гумберт) Ловчий — однак, про його існування не згадується у жодному документі[1];
- Бушар Поважний (пом.1005/1007) — граф Вандомський, але його зв'язок не встановлений[1].

2 Дружина (з 952) — Аделаїда, дочка Тібо Старого, графа Блуа, сестра Тібо I Блуаського, вдова Алена II Крива Борода. Це дозволило Фульку II сформувати альянс з Тібальдінами.